# 장영철 (작가)
장영철(1968년 3월 16일 ~ )은 대한민국의 드라마 작가이다. 충북대학교에서 국어국문학을 전공하였다.
1994년 KBS 드라마 공모전에 《아버지의 집》이 당선된 데 이어, 1995년 서울신문 신춘문예에서 시〈전망좋은 방〉이 당선되었다. 1996년 MBC 드라마 공모전에서 최우수로 입선해 베스트극장 《황금빛 정원》을 발표하였다. 이후 10여편이 넘는 단막극을 썼고, 2002년 SBS 《정》으로 처음 미니시리즈를 맡았다.
2006년 KBS 대하드라마 《대조영》을 발표하며 특유의 선 굵은 탄탄한 스토리로 주목받기 시작하였다. 그는 이 작품으로 제 21회 KBS 연기대상 작가상, 제 20회 한국 PD대상 TV부문 작가상을 수상하였다.
배우자는 드라마 작가인 정경순으로, 2002년 SBS 《정》을 공동 집필하면서 만나 2005년 결혼하였다. 이후 대부분의 작품을 공동 집필하고 있다.

## 작품 활동

### TV 드라마
- SBS 금토드라마 《배가본드》 (2019)
- MBC 월화드라마 《몬스터》 (2016)
- MBC 월화드라마 《기황후》 (2013~2014)
- SBS 주말 특별기획 드라마《돈의 화신》 (2013)
- SBS 월화드라마 《샐러리맨 초한지》 (2012)
- SBS 대하드라마 《자이언트》 (2010)
- KBS 대하드라마 《대조영》 (2006 ~ 2007)
- SBS 월화드라마 《2004 인간시장》 (2004)
- SBS 드라마 스페셜 《정》 (2002)

## 수상
- 2013년 MBC 연기대상 올해의 작가상 (기황후)
- 2011년 제 38회 한국방송대상 작가상 (자이언트)
- 2008년 제 20회 한국 PD대상 TV부문 작가상 (대조영)
- 2007년 제 21회 KBS 연기대상 작가상 (대조영)